# Liste der Monuments historiques in Tiffauges
Die Liste der Monuments historiques in Tiffauges führt die Monuments historiques in der französischen Gemeinde Tiffauges auf.

## Liste der Bauwerke
| Bezeichnung              | Beschreibung                  | Standort             | Kennzeichnung | Schutzstatus | Datum | Bild           |
| ------------------------ | ----------------------------- | -------------------- | ------------- | ------------ | ----- | -------------- |
| Schloss                  | Erbaut ab dem 11. Jahrhundert | (Lage)               | PA00110281    | Classé       | 1957  | weitere Bilder |
| Ehemalige Kirche St-Jean | Erbaut im 12. Jahrhundert     | Rue du Donjon (Lage) | PA00110282    | Inscrit      | 1926  | weitere Bilder |

## Liste der Objekte
- Monuments historiques (Objekte) in Tiffauges in der Base Palissy des französischen Kultusministeriums